# Мамонтово (Мамонтовський район)
Ма́монтово (рос. Мамонтово) — село, центр Мамонтовського району Алтайського краю, Росія. Адміністративний центр Мамонтовської сільської ради.

## Населення
Населення — 8784 особи (2010; 9348 у 2002).
Національний склад (станом на 2002 рік):
- росіяни — 93 %